# Robert Guédiguian
Robert Guédiguian, född 1953, är en fransk filmregissör.
Han fick Louis Delluc-priset 1997 för filmen Marius & Jeannette. 2011 fick han Lux-priset för Snön på Kilimanjaro.

## Filmografi (i urval)
- 1981 – Dernier été
- 1997 – Marius & Jeannette
- 1998 – Där hjärtat bor
- 2000 – Den lugna staden
- 2002 – Marie-Jo och hennes två älskare
- 2004 – Min pappa är ingenjör
- 2006 – Le voyage en Arménie
- 2011 – Snön på Kilimanjaro
- 2015 – En vansinnig idé
- 2017 – Huset vid havet
- 2020 – Min dotter Gloria